# Ivan Vukić
Ivan Vukić známý také jako Giovanni Biagio Luppis Freiherr von Rammer (27. srpna 1813 Rijeka - 11. ledna 1875 Milán) byl chorvatský voják. Je znám tím, že vedl komisi rakouského námořnictva, která připravovala vývoj nové zbraně - torpéda. Bývá proto označován i za jejího vynálezce.

## Život
Pocházel ze šlechtické chorvatské rodiny a vzhledem k tomu, že chorvatská šlechta byla v té době značně italizovaná, užívá se v různých kontextech chorvatská i italská podoba jeho jména. Rodina byla majitelem mnoha lodí, proto měl Ivan odmala blízko k námořnictví a vystudoval rakouskou námořní akademii v Benátkách. Poté sloužil ve Venezianisch-Österreichische Kriegsmarine (po roce 1849 K.u.K Kriegsmarine), kde to dotáhl na post fregatního kapitána. Asi v polovině 18. století přišel neznámý důstojník rakouského námořního dělostřelectva na myšlenku využít malý člun s velkou náloží výbušnin, poháněný parním motorem a dálkově řízený lanem, proti nepřátelským lodím. Po jeho smrti, dříve než svůj vynález zdokonalil nebo jej zveřejnil, se materiály tohoto důstojníka dostaly do držení kapitána Vukiće. Jím zřízená komise pak vedla vývoj zařízení. Jeho první prototyp byl jeden metr dlouhý, měl skleněná křídla a ovládal se pomocí dlouhých lan z pobřeží. Zkoušky ale dopadly špatně, zařízení bylo příliš těžkopádné. Druhý model byl postaven s hodinovým mechanismem jako motorem pro vrtuli. Výbušniny byly na zádi a byly zapáleny pomocí pistolového ovládání, které se aktivovalo přes příď, boky nebo stěžeň. Měl dvě kormidla, která se ovládala pomocí lan z pobřeží. Po četných experimentech vznikl model s označením '6 m', zvaný též salvacoste. Několikrát se osvědčil, ale armáda další vývoj odmítla. V roce 1860, poté, co Vukić odešel od námořnictva, se mu podařilo předvést druhý prototyp císaři Františku Josefovi I., ale námořní komise jej odmítla přijmout bez zlepšení pohonných a řídicích systémů. V roce 1864 Vukić představil prototyp britskému strojnímu inženýrovi Robertu Whiteheadovi, manažerovi továrny Stabilimento Tecnico Fiumano. Podepsal s ním smlouvu na další rozvoj „salvacoste“. Whitehead výrazně pozměnil předchozí návrhy a začal přemýšlet o problému odpálení výbušných náloží na dálku a pod čarou ponoru lodi, což je mnohem účinnější než bombardování nad vodou. Whitehead tedy vyrobil podvodní zařízení a nainstaloval na něj motor běžící na stlačený vzduch a zařízení pro automatické navádění (udržování hloubky a směru). Dne 21. prosince 1866 bylo oficiálně předvedeno první samohybné torpédo, nyní pojmenované Minenschiff a zvané též Luppis-Whiteheadovo torpédo, před rakousko-uherskou státní námořní komisí. Model měl průměr 355 mm a délku 3,35 m, vážil 136 kg a nesl 8 kg výbušniny. Námořní komise ho přijala a 6. března 1867 vláda uzavřela smlouvu s vynálezci na zkušební výrobu. Whitehead vzápětí odkoupil od Vukiće všechna autorská práva, a ten tak z vývoje vypadl. Whitehead se však přepočítal, objednávek na novou zbraň nebyl dostatek, takže jeho továrna v roce 1873 zkrachovala. Ivan Vukić dostal od císaře Františka Josefa dne 1. srpna 1869 šlechtický titul baron von Rammer („Potápěč“).